# Жашково (Орловская область)
Жашково — село в составе Глубковского сельского поселения Новосильского района Орловской области России.

## Название
Название получено от фамилии владельца селения Жашкова. Второе название Пятницкое (в просторечии Пятница) — по храму во имя христианской великомученицы Параскевы-Пятницы (греч. Παρασκευή).

## География
Располагается на левом берегу реки Колпна в 22 км от райцентра Новосиля, в 4 км от сельского административного центра Глубок. 

## История
Сельцо Вышняя Жашкова (Вышняя Акуловская) и деревня Нижняя Жашкова (Нижняя Акуловская [Тишеева]) находились рядом в нескольких сотнях метров друг от друга (выш- и низ- по географическому расположению  относительно друг друга). После постройки церкви во имя Святой Параскевы в 1 км от этих селений образовалось небольшое село с названием «Пятницкое (на Колпне)». Со временем сельцо и деревня объединились в одно с общим названием «Жашково».  В послереволюционное время Пятницкое прекратило своё существование, а на месте бывшего села осталось только приходское кладбище, действующее и в настоящее время. Статус села перешёл к деревне и сохранился сегодня. Деревни Вышняя- и Нижняя Жашково упоминаются в ДКНУ (Дозорной книге Новосильского уезда) за 1614—1615 гг. Точное время образования села Пятницкое неизвестно. В 1748 году храм уже существовал (ГАОО (Государственный архив Орловской области. Фонд 925, опись 1, дело 47). В 1782 году приходским помещиком Василием Борисовичем Даниловым был построен новый храм во имя той же святой. Приход состоял из самого села, сельца Вышняя Жашково, Прилепы (Шишкова) (не сущ.), Севрюково, Становое (Анастасово), Глазково (не сущ.), деревень Нижняя Жашково, Рогачёвские Выселки (не сущ.). В селе имелась земская школа.  

## Население
| 1857 | 1859 | 1915 | 2010 |
| ---- | ---- | ---- | ---- |
| 104  | →104 | ↗105 | ↘1   |

*) численность населения указана общая для Вышнего- и Нижнего Жашково
*) в селе Пятницкое в 1915 году числилось 9 чел. и 2 двора